# Neotis
Neotis és un gènere d'ocells de la família dels otídids (Otididae). Aquests piocs salvatges habiten zones àrides, sabanes i boscos oberts d'Àfrica.

## Taxonomia
Segons la classificació del Congrés Ornitològic Internacional (versió 2.5, 2010) aquest gènere conté quatre espècies:
- Pioc de Denham (Neotis denhami).[2]
- Pioc de Heuglin (Neotis heuglinii).[3]
- Pioc de Ludwig (Neotis ludwigii).[4]
- Pioc de Núbia (Neotis nuba).[5]